# Shiinoa rostrata
Shiinoa rostrata is een eenoogkreeftjessoort uit de familie van de Shiinoidae. De wetenschappelijke naam van de soort is voor het eerst geldig gepubliceerd in 1984 door Balaraman, Prabha & Pillai.